# Dorfkirche Uchtenhagen

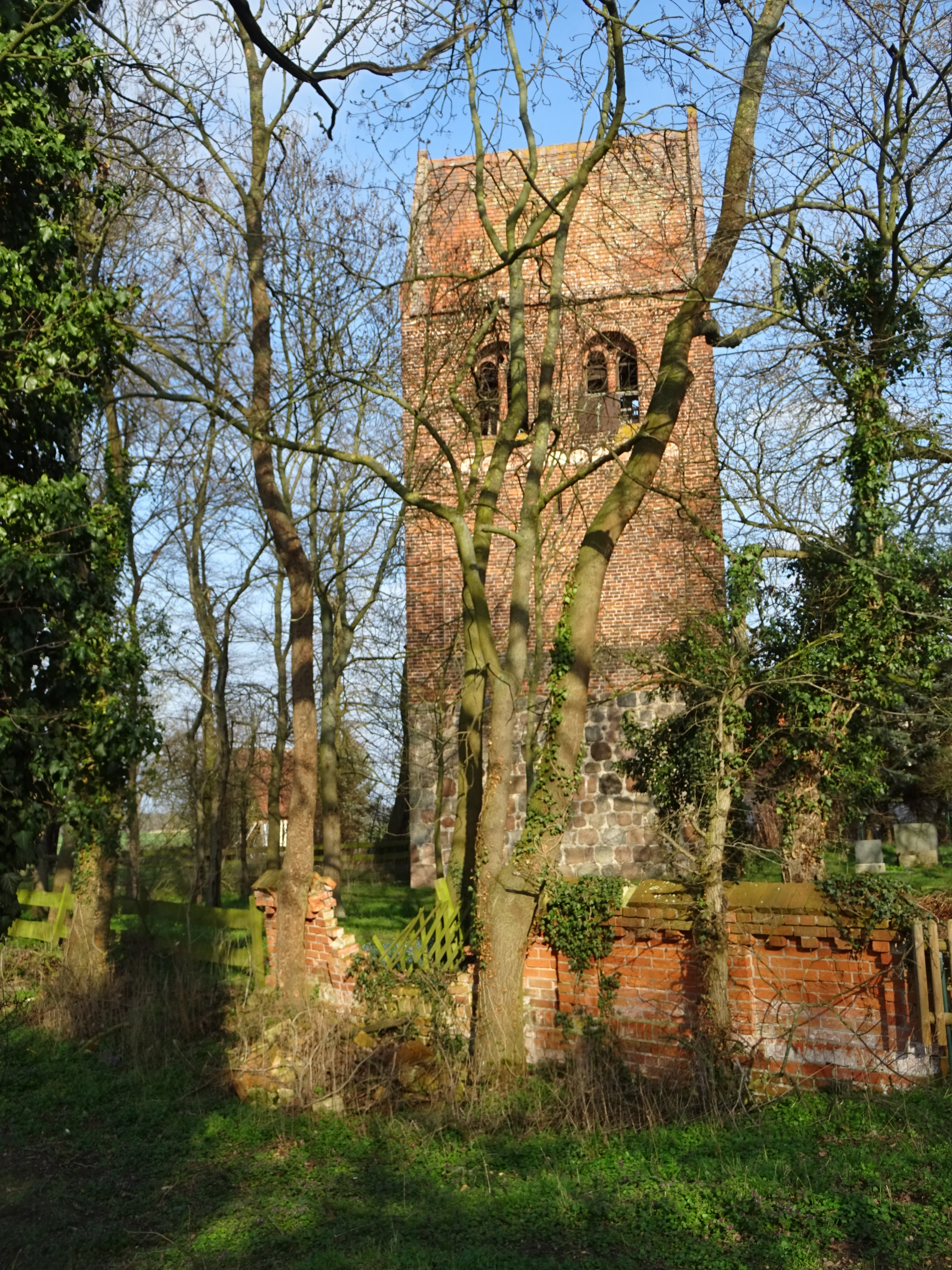
Dorfkirche Uchtenhagen

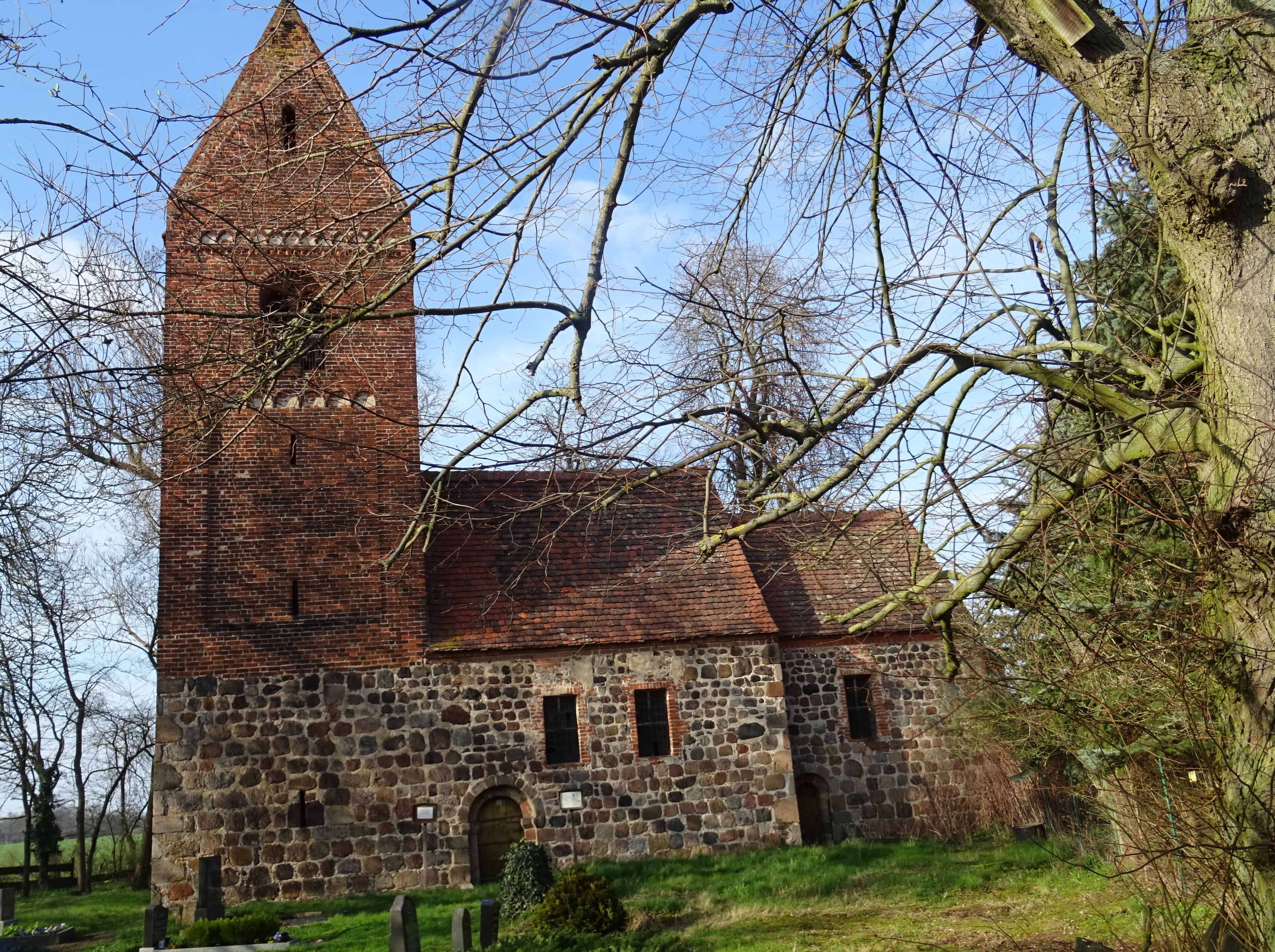
Ansicht von Süden

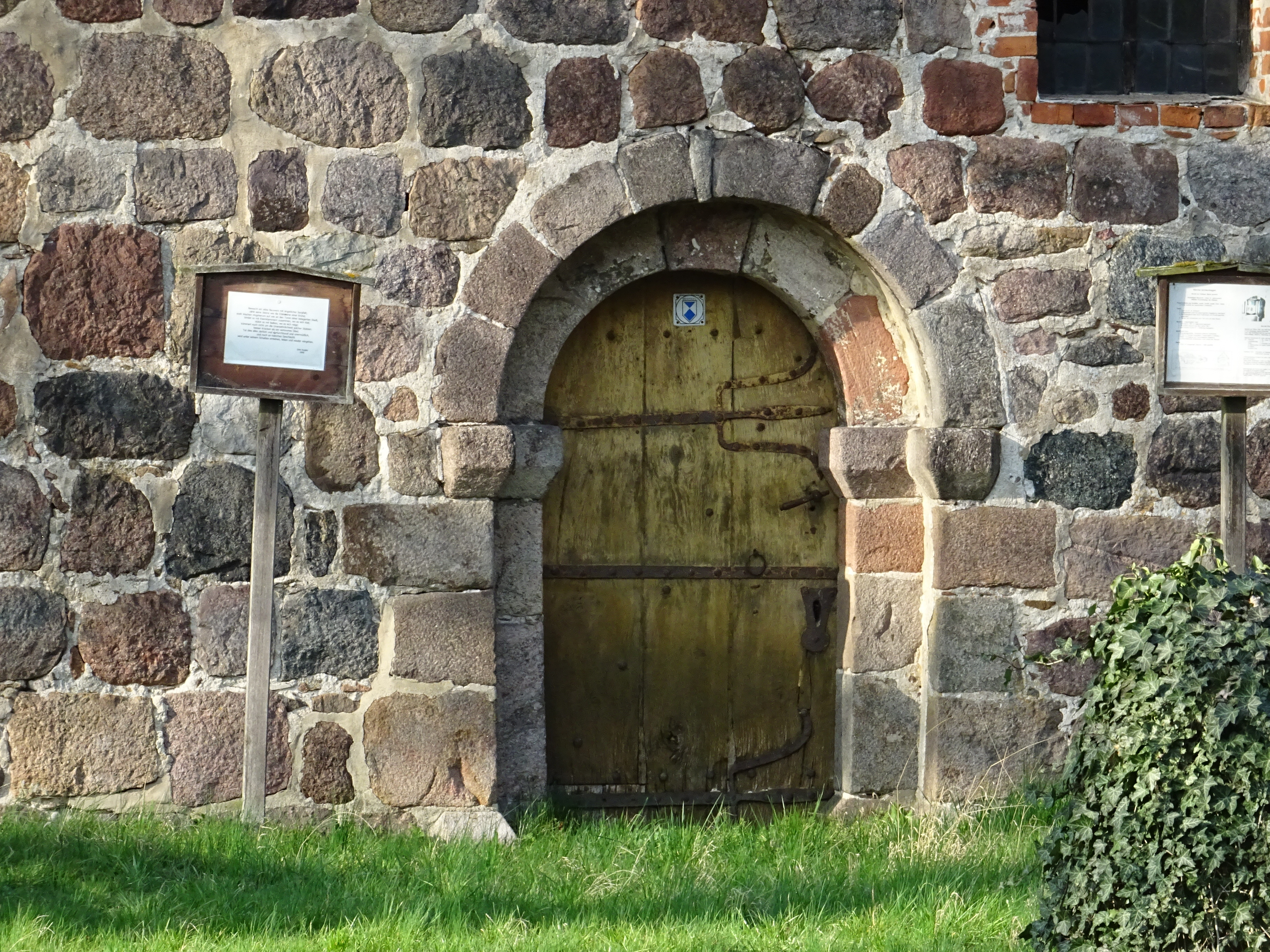
Portal

Die evangelische Dorfkirche Uchtenhagen ist eine romanische Saalkirche im Ortsteil Uchtenhagen von Osterburg im Landkreis Stendal in Sachsen-Anhalt. Sie gehört zum Pfarrbereich Königsmark im Kirchenkreis Stendal der Evangelischen Kirche in Mitteldeutschland.

## Geschichte und Architektur
Die gut erhaltene Dorfkirche in vollständiger Anlage vom Ende des 12. Jahrhunderts besteht aus einem Westquerturm in Schiffsbreite, einem kurzen, annähernd quadratischen Schiff, einem eingezogenen, quadratischen Chor und einer halbkreisförmigen Apsis. Der Turm wurde vom Dachansatz des Schiffs an vermutlich im frühen 13. Jahrhundert sehr sorgfältig in Backstein weiter bis zum Ansatz des Glockengeschosses mit Ecklisenen und Rundbogenfries ausgeführt. Das Glockengeschoss ist durch Zahnschnittfries und zusätzlich durch Winkelfries an den Giebelseiten gegliedert. Die von Säulen unterteilten gekuppelten Schallöffnungen sitzen in tiefen Rundbogennischen. Die Fenster wurden 1721 verändert, gut erhalten sind demgegenüber die beiden abgetreppten Südportale, die mit Kämpfern versehen sind. Restaurierungen erfolgten in den Jahren 1808/1813 und 1860. Der Gesamtzustand der Kirche wird als stark gefährdet eingeschätzt.
Das Innere von Schiff und Chor ist mit kuppelförmigen Kreuzgewölben mit verlaufenden Graten geschlossen, der Chorbogen und die Öffnung zum tonnengewölbten Erdgeschoss des Turms ist leicht spitzbogig gebildet. Im Westen ist eine Empore eingebaut, die auf der Nordseite als Patronatsstuhl mit Wappen weiterläuft. Sie stammt vermutlich aus den Jahren 1807 bis 1813 und zeigt Wappen des Eduard Alexander Leopold von Jagow und seiner Gemahlin von Kalben.

## Ausstattung
Das Hauptstück der Ausstattung ist ein kompakt wirkender barocker Kanzelaltar, der Kanzelkorb ist von gekuppelten, vor Pilasterpaaren stehenden, umwundenen Säulen flankiert, in dem kraftvoll gewölbten Sprenggiebel sitzt ein skulptierter Schalldeckel mit Cherubim in Wolken mit einer Strahlenglorie, der mit der Jahreszahl 1721 datiert ist, das Ganze wurde 1860 restauriert. Ein gleichzeitiger barocker Taufengel gehört ebenfalls zur Ausstattung. Die Orgel ist ein Werk von 1860.